# A Közép-afrikai Köztársaság a 2011-es úszó-világbajnokságon
A Közép-afrikai Köztársaság a 2011-es úszó-világbajnokságon három úszóval vett részt.

## Úszás
Férfi
| Versenyző                 | Esemény                     | Selejtező | Selejtező | Elődöntő          | Elődöntő          | Döntő             | Döntő             |
| Versenyző                 | Esemény                     | Idő       | Helyezés  | Idő               | Helyezés          | Idő               | Helyezés          |
| ------------------------- | --------------------------- | --------- | --------- | ----------------- | ----------------- | ----------------- | ----------------- |
| Nassif Christian Djidagui | Férfi 50 méteres gyorsúszás | 29.71     | 106       | Nem jutott tovább | Nem jutott tovább | Nem jutott tovább | Nem jutott tovább |
| Gailloty Croyeb           | Férfi 50 méteres gyorsúszás | 35.11     | 115       | Nem jutott tovább | Nem jutott tovább | Nem jutott tovább | Nem jutott tovább |

Női
| Versenyző         | Esemény                   | Selejtező | Selejtező | Elődöntő          | Elődöntő          | Döntő             | Döntő             |
| Versenyző         | Esemény                   | Idő       | Helyezés  | Idő               | Helyezés          | Idő               | Helyezés          |
| ----------------- | ------------------------- | --------- | --------- | ----------------- | ----------------- | ----------------- | ----------------- |
| Vandenboss Samira | Női 50 méteres gyorsúszás | DNS       | DNS       | Nem jutott tovább | Nem jutott tovább | Nem jutott tovább | Nem jutott tovább |